# 中國文藝協會
中國文藝協會，簡稱文協。是中華民國的文藝團體。在台灣文學史上，該協會與「中華文藝獎金委員會」、「中國婦女寫作協會」、「中國青年寫作協會」等文藝團體齊名。由張道藩、陳紀瀅、王平陵、尹雪曼，以及王藍等人發起，當時獲得中國國民黨中央宣傳部部長張其昀、教育部部長程天放、國防部總政治作戰部主任蔣經國、台灣省政府教育廳廳長陳雪屏等的支持贊助，及文化界、新聞界的協力籌備，1950年5月4日在台北市中山堂召開草創成立大會。該協會長期配合中華民國政府「反攻大陸」的政策，與其他親官方的民間文藝團體協力執行官方的文化政策。

## 成立宗旨
民國39年5月4日，中國文藝協會首次在臺北中山堂召開大會，由張道藩、陳紀瀅等人發起。該大會表示中國大陸的一連串政治運動下，文學的自由地位陷於危險，勢必要開啟一場華人的啟蒙運動以保障文學環境，過去的五四運動尤其值得效法，其民主、平等、自由和法治等核心價值，對當代社會深具指標性的意義。當時文協曾邀請胡適發表演說，胡適提倡人人秉持良心、智識，自由地從事創作，稱為「中國文藝復興運動」，昭示一種重生再造的清新力量。胡適曾在大會演講中說道：
|  | 「三十幾年前的五四，與文藝有什麼關係？ 今天早上我也談到，我說我們在北京大學的一般教授們，在四十年前──四十多年前，提倡一種所謂中國文藝復興的運動。 那時候，有許多的名辭，有人叫做「文學革命」，也叫做「新文化思想運動」，也叫做「新思潮運動」。 不過我個人倒希望，在歷史上──把四十多年來的運動，叫它做「中國文藝復興運動」。 多年來在國外有人請我講演，提起這個四十年前所發生的運動，我總是用Chinese Renaissance這個名詞（中國文藝復興運動）。 Renaissance這個字的意思是再生，等於一個人害病死了再重新更生。 更生運動再生運動......各位，我們今天在這個自由世界，要充分用我們創作的自由，我們做點東西——有價值的東西，給世界人士看看。 我們是自由世界的自由創作者！」 |

中國文藝協會成立後，幾乎網羅當時文壇所有活躍的作家及藝術家，會員及會務成長迅速，從成立時會員才150餘人，發展到1960年止已有會員1290人。
文協堪稱1950年代組織最完整、活動力最強、影響力最大的文藝團體，其每年所頒予嘉獎之中國文藝獎章也成為臺灣當時最高之文學榮譽。又因時代背景影響，該會在會章的第二條有明顯的反共復國色彩，該條提到：「本會以團結全國文藝界人士，研究文藝理論，從事文藝創作，展開文藝運動，發展文藝事業，實踐三民主義文化建設，完成反共抗俄復國建國任務，促進世界和平為宗旨。」

## 會務活動
一、頒授文藝獎章：激勵文藝人才：民國49年(1960年)開始訂定「文協獎章贈予章程」，頒授「中國文藝獎章」，迄今已歷35屆，先後有文學作家、畫家、攝影家、戲劇家、舞蹈家等超過五百人獲得該項榮譽。近年為了表揚文壇先進、樹立楷模，特又頒「榮譽文藝獎章」，自民國70年(1981年)起迄今已有翟君石、王靜芝、趙琦彬、黃友棣、何叔寶、郎靜山、蘇雪林、黃君璧等七十餘人獲獎。 
二、加強海外文藝交流，促進國民外交。
三、團結文藝人才，發揮文藝力量。
四、培養新進作家，加強文藝紮根。
五、出版文藝刊物，加強服務工作。
六、舉辦各項文藝活動，促進文藝發展。
該會除了透過自身的力量培育文藝人才、舉辦文藝活動，也善於跟國內大眾傳播媒體合作。該會重要成員陳紀瀅在《中國文藝協會創立三十週年紀念文集》裡寫道：「那個時間(指1950至60年)，文協不止多方面培育文藝人才，並且利用大眾傳播工具擴大文藝效果，如『廣播電台』。幾乎有十年之久，文協同仁參加各個電台不同文藝節目。如中廣、中央廣播電台、空軍、軍中、正聲、幼獅、教育、復興及其他公民營電台，每週無不有文協所安排的各種文藝節目。」然而，上述的盛況並沒有延續很久。

## 重要成員
早期的重要成員有：張道藩、陳紀瀅、王平陵、趙友培、王藍、尹雪曼、李辰冬、梁又銘、王夢鷗、林適存、公孫嬿、梁容若、徐鍾珮、郭嗣汾、郭衣洞、鍾雷、虞君質、謝冰瑩、蘇雪林、耿修業、孫陵、趙友培、王鼎鈞等人。以中國國民黨的黨員為主，也以外省作家為協會的主要成員。

## 該協會的發展
中國文藝協會之前身為1949年「副刊編者聯誼會」，由當時各報社副刊編輯者所創立，以「反共抗俄」為主要宗旨，後為了配合政府政策，方便政府宣傳文藝政令，才改名為「中國文藝協會」。中國文藝協會也是1950年帶最具有規模、影響力的文藝團體，國民黨的文藝政策不少是透過該會的執行而實現，著名的案例有以下幾項：
1953年，該會成員為蔣介石總統完成的〈民生主義育樂兩篇補述〉一文舉辦多場座談會，並且發表文章公開呼應蔣介石的文藝主張，最有名的，就是張道藩的〈三民主義文藝論〉。
1954年，該會成員以陳紀瀅、王平陵、陳雪屏、任卓宣、蘇雪林、王集叢等人為首，組織「文化清潔運動專門研究小組」，與當時其他親官方的民間文藝團體合力，發動「文化清潔運動」，對當時所謂的黃色、黑色、紅色等文學刊物進行撻伐，並且呼籲政府查禁這些刊物，以及建立更嚴密的書刊審查制度。

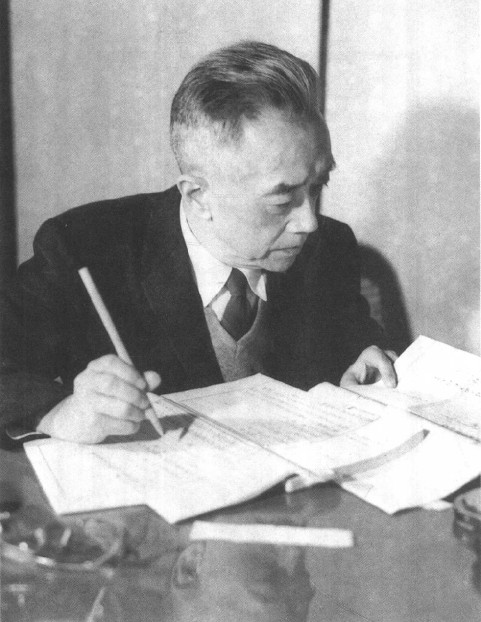
胡適曾在中國文藝協會創辦之初，提供號召幫助，惟此後會內管理多以張道藩等核心成員領導。

此外，該會在1951年曾經響應當時國防部總政治部主任蔣經國提出的「文藝到軍中去」運動。參加這場運動的作家有：何志浩、王書川、王文漪、王藍、宋膺、馮放民等人，他們提倡「軍中革命文藝」的推廣運動。
研究台灣文學的學者陳芳明，在《台灣新文學史》一書提到：1950年代，國民黨常常由黨內的核心組織下達決策，然後透過中國文藝協會等民間團體的配合與支持，讓每次的文化運動與文藝活動都能獲致預期的政治效果。除了陳芳明指陳協會親官方以外，另一位台灣文學研究者古繼堂，撰寫「中國文藝協會」這個詞條時，也寫道：「文協表面上是民間組織，實際上是『不失官方色彩，主導文壇風潮』的官方文化工具。發起人張道藩、陳紀瀅均為國民黨政府的立法委員。文協網羅了大陸去台的所有官方作家及報刊編輯。」寥寥幾句道破這個協會的準官方性格。
該會的組織，早期有17個委員會，有：小說創作研究、詩歌創作研究、散文創作研究、音樂、美術、話劇、電影、戲曲、舞蹈、攝影、文藝論評、文藝教育、民俗文藝、新聞文藝、廣播文藝、國外文藝工作、大陸文藝工作等委員會。當中的「民俗文藝委員會」在1955年成立，表揚與聯繫台籍作家、本省民俗文藝作家及工作者是其工作之一。
初期，中國文藝協會大力網羅隨國民政府來台的作家，使文協規模不斷擴大，會員人數增加至1500人，這些會員均在文壇有舉足輕重的地位。更使文協的影響力與日俱增。後來隨著1987年政府宣佈解嚴後，文協不再以「反共抗俄」為目的，改以推廣文藝與教育為宗旨，在現今文壇仍有不少的影響力。在推廣文藝與教育的活動方面，比較著名的是：1991年7月，該協會第26屆理監事會產生，在行政院文化建設委員會的支持之下，積極推展會務，先後舉辦「當前小說發展」、「當前新詩、散文發展」、「當前文藝論評發表」三場研討會，以及「當前文藝社團工作發展研討會聯誼活動」。這些研討會，與會的學者、文藝團體負責人及藝文工作者眾多，朱炎、呂正惠、何寄澎、季季、馬森、張曼娟、李瑞騰等知名作家、學者曾經參與討論。
此外，該協會還創立了中國文藝獎章，得過此獎的作家如：陳幸蕙、聖嚴法師等。

## 出版品
該協會歷來的出版品有下列幾項：
- 「海天集」，1954年。
- 「耕耘四年：中國文藝協會概況」，1954年。
- 「自由中國文藝創作集」，1954年。
- 「自由中國文藝創作集」，1956年。
- 「井與燈」，1959年。
- 《文協十年》民國49年5月4日
- 「文藝生活」，1960年。
- 「海與天」，1961年。
- 「中國文藝復興運動」，1961年。
- 「五十年來的國劇」，1962年。
- 「中國作家小說」，1963年。
- 「作家作品工作」，1964年。
- 「黃埔頌」，1966年。
- 「偉大的國父」，1966年。
- 「偉大的領袖」，1966年。
- 「偉大的中華」，1966年。
- 「中流」，1969年。
- 「自由中國文藝創作集」，1976年。
- 「中興中流合刊」，1978年。
- 「文藝天地」，1984年。
- 「中國文藝協會東南亞文藝訪問團創作選集」，1987年。
- 「文藝論評精華」，1993年。
- 「中華民國八十二年文藝節慶祝大會第卅四屆文藝獎章頒獎典禮八十二年榮譽文藝獎章頒獎典禮」，1993年。
- 「中華民國八十八年文藝節慶祝大會八十八年榮譽文藝獎章第四十屆文藝獎章頒獎典禮」，1999年。
- 「中國文藝協會五十週年美術展 : 文藝獎章得獎人暨當代名家捐贈作品義賣專集」，2000年。
- 「晚晴篇」，2005年。
- 「阿兵歌傳奇」，2006年。
- 「中華民國九十六年文藝節慶祝大會九六年榮譽文藝獎章頒獎典禮第四十八屆文藝獎章頒獎典禮」，2007年。
- 「世紀初藝術.2009年:海峽兩岸繪畫聯展專輯」，2009年。
- 「鶴山21世紀國際論壇. 2010 : 世紀之新.赤子之心」(英文名稱：Crane Summit 21st Century International Forum : Birth of A Century, Heart of Innocence)，2010年。

## 相關知識
- 1950年代與該協會同樣活躍的重要文學團體，有：直屬於中國青年反共救國團(簡稱：救國團)的「中國青年寫作協會」、屬於中國國民黨台灣省黨部的「台灣省婦女寫作協會」(後來更名為「中國婦女寫作協會」)、協會成員張道藩主導的「中華文藝獎金委員會」。
- 1950年代重要的報紙，如《中央日報》、《中華日報》、《台灣新生報》、《掃蕩報》、《公論報》、《自立晚報》等，其副刊大量刊載反共文學作品與相關論述。

- 1950年代與該協會的機關雜誌《文藝創作》，同樣重要的反共文學雜誌有：
  - 《寶島文藝》月刊：由寶島文化出版社發行。
  - 《暢流》半月刊：由暢流半月刊社發行。
  - 《半月文藝》半月刊：由半月文藝社發行。
  - 《自由青年》旬刊：由自由青年社發行。
  - 《軍中文摘》月刊：由國防部新中國出版社發行。
  - 《野風》半月刊：由野風雜誌社發行。
  - 《火炬》半月刊：由火炬雜誌社發行。
  - 《文壇》月刊：由文壇社發行。
  - 《海島文藝》月刊：由海島文化出版社發行。
  - 《晨光》月刊：由晨光雜誌社發行。
  - 《文藝月報》月刊：由中國新聞出版公司發行。
  - 《軍中文藝》月刊：由國防部新中國出版社發行。
  - 《幼獅文藝》月刊：由幼獅文化事業公司發行。
  - 《中華文藝》月刊：由中華文藝月刊社發行。
  - 《新新文藝》月刊：由新新文藝社發行。
  - 《海風》月刊：由海風月刊社發行。
  - 《革命文藝》月刊：由國防部新中國出版社發行。

## 相關研究、相關記錄

### 記錄性質的影音資料、回憶文章
- 1954年5月1日推出的第37期《文藝創作》是「紀念中國文藝協會成立四周年文藝評論專號」，當中收錄張道藩、虞君質、鄧綏寧、梁宗之、趙友培、王集叢、黃公偉、葛賢寧、齊如山、雨初、黃君璧、陳定山、張有為、郎靜山、何志浩等人的文章，雖是紀念性質的文章，不過當中有針對近來台灣的文學、戲劇、美術、音樂、攝影、漫畫、民族舞蹈等發展狀況的評論。

其他還有：
- 〈社論:賀中國文藝協會成立十週年 〉，1960年8月《中國語文》。
- 崔百城，〈中國文藝協會中部分會十屆年會紀盛〉，1969年7月7日《中國一周》。
- 王璞(台灣)拍攝，「中國文藝協會五十週年慶」，1999年5月出版。DVD。
- 劉威志，〈朱橋逸事--訪中國文藝協會祕書羅明河 〉，2004年4月《幼獅文藝》。
- 王慈憶，〈沒有圍牆的文學教育--中國文藝協會小說研究組 〉，2009年3月《文訊》。
- 2010年5月《文訊》「文協一甲子」專輯裡，集結張放、張騰蛟、周志剛等人的回憶文字。

### 相關研究
- 李瑞騰，〈「中國文藝協會」成立與一九五〇年代臺灣文學走向〉，《臺灣新文學發展重大事件論文集》，台南市：國家台灣文學館，2004年12月。
- 陳康芬，〈「中國文藝協會」社群與戰後臺灣五０年代反共文學機制的形成 〉，2004年8月《淡水牛津臺灣文學研究集刊》。
- 2010年5月《文訊》「文協一甲子」專輯裡，集結簡弘毅、黃怡菁、李瑞騰等人的論文。

## 外部連結
- 中國文藝協會的Facebook專頁